# Canzoni alla radio/Incubo assoluto
Canzoni alla radio/Incubo assoluto è un 45 giri degli Stadio, pubblicato dalla RCA Italiana (catalogo PB 40595) nel 1986, estratto dall'album Canzoni alla radio (1986).

## Canzoni alla radio
Si classifica ultimo nella categoria Big al Festival di Sanremo 1986.

## Tracce
Gli autori del testo precedono i compositori della musica da cui sono separati con un trattino.
Edizioni musicali RCA Italiana, Assist.
Lato A
1. Canzoni alla radio – 4:25 (testo: Luca Carboni – musica: Ricky Portera, Gaetano Curreri)

Lato B
1. Incubo assoluto – 4:27 (testo: Roberto Antoni – musica: Gaetano Curreri)

## Formazione
- Gaetano Curreri - cantante, tastiere
- Ricky Portera - chitarre, voce
- Marco Nanni - basso, cori
- Giovanni Pezzoli - batteria